# هنا القاهرة (فلم)
هنا القاهرة فيلم كوميدي مصري إنتاج عام 1985 بطولة محمد صبحي وسعاد نصر يحاول مناقشة العديد من القضايا والسلبيات الموجودة بالقاهرة في فترة الثمانينات كما استطاع الفيلم وصف الشارع المصري بدقة في هذة الفترة.

## عن الفيلم
يعد الفيلم نظرة مشرفة في تاريخ السينما المصرية وهو الفيلم مقتبس عن فيلم أمريكي واسم الفيلم The Out-of-Towners (1970) film.